# Blanfords roodmus
De Blanfords roodmus (Agraphospiza rubescens; synoniem: Carpodacus rubescens) is een zangvogel uit de familie Fringillidae (vinkachtigen).

## Verspreiding en leefgebied
Deze soort komt voor in de naaldwouden van Nepal tot zuidoostelijk Tibet en zuidwestelijk China.